# Youshuihe
Youshuihe (kinesiska:  酉水河), tidigare Houxi (kinesiska: 后溪), är en köping i sydvästra Kina. Den ligger i häradet Youyang i storstadsområdet Chongqing, omkring 260 kilometer öster om det centrala stadsdistriktet Yuzhong. Antalet invånare är 11 097. Befolkningen består av 5 468 kvinnor och 5 629 män. Barn under 15 år utgör 26,0 %, vuxna 15-64 år 61 %, och äldre över 65 år 11,0 %.